# Santa Maria de Cellers
Santa Maria de Cellers és el nom de l'antiga església parroquial del poble de Cellers, de l'antic terme municipal de Guàrdia de Tremp, des del 1972 de Castell de Mur, al Pallars Jussà.

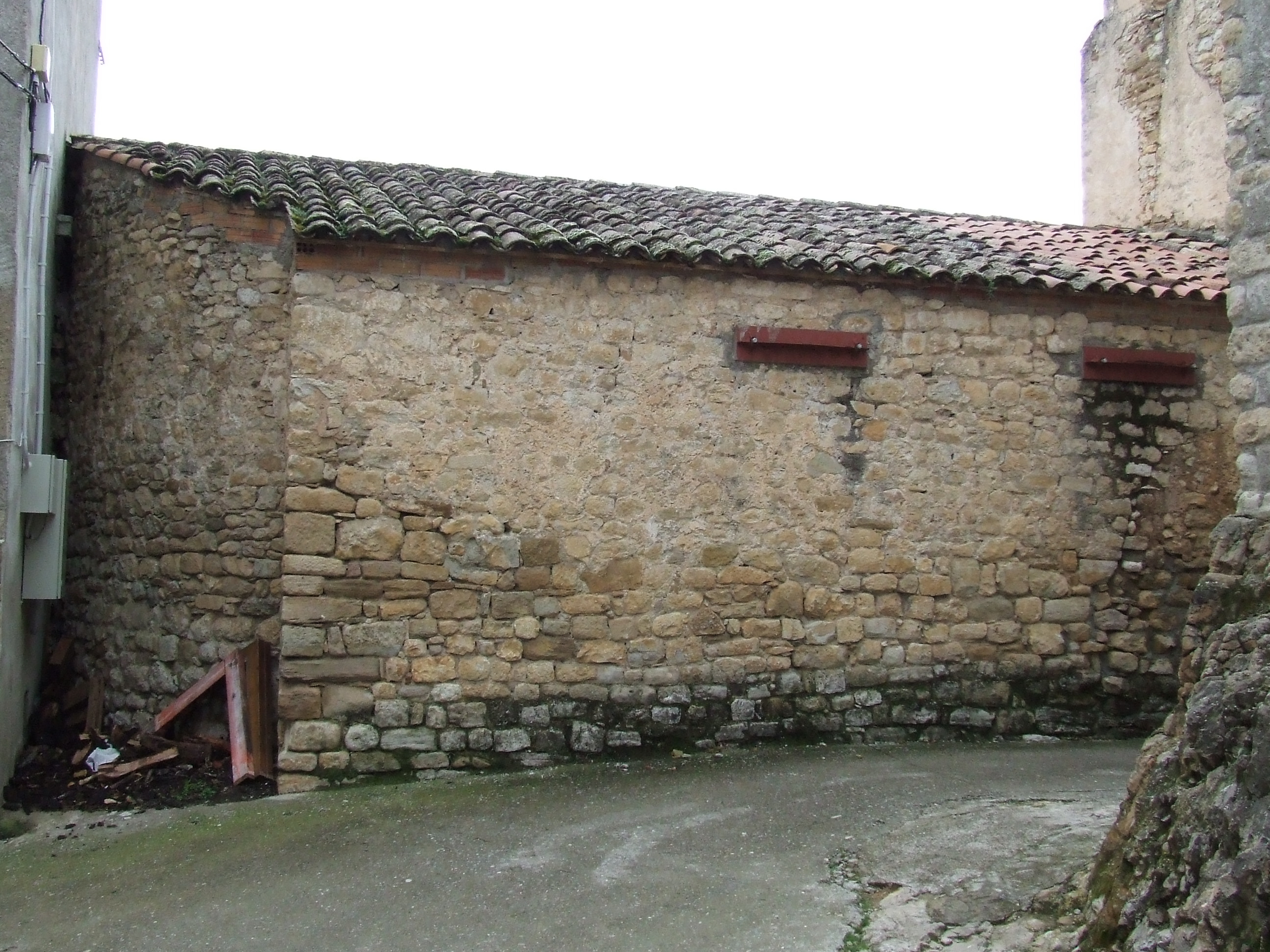
Façana septentrional de l'església

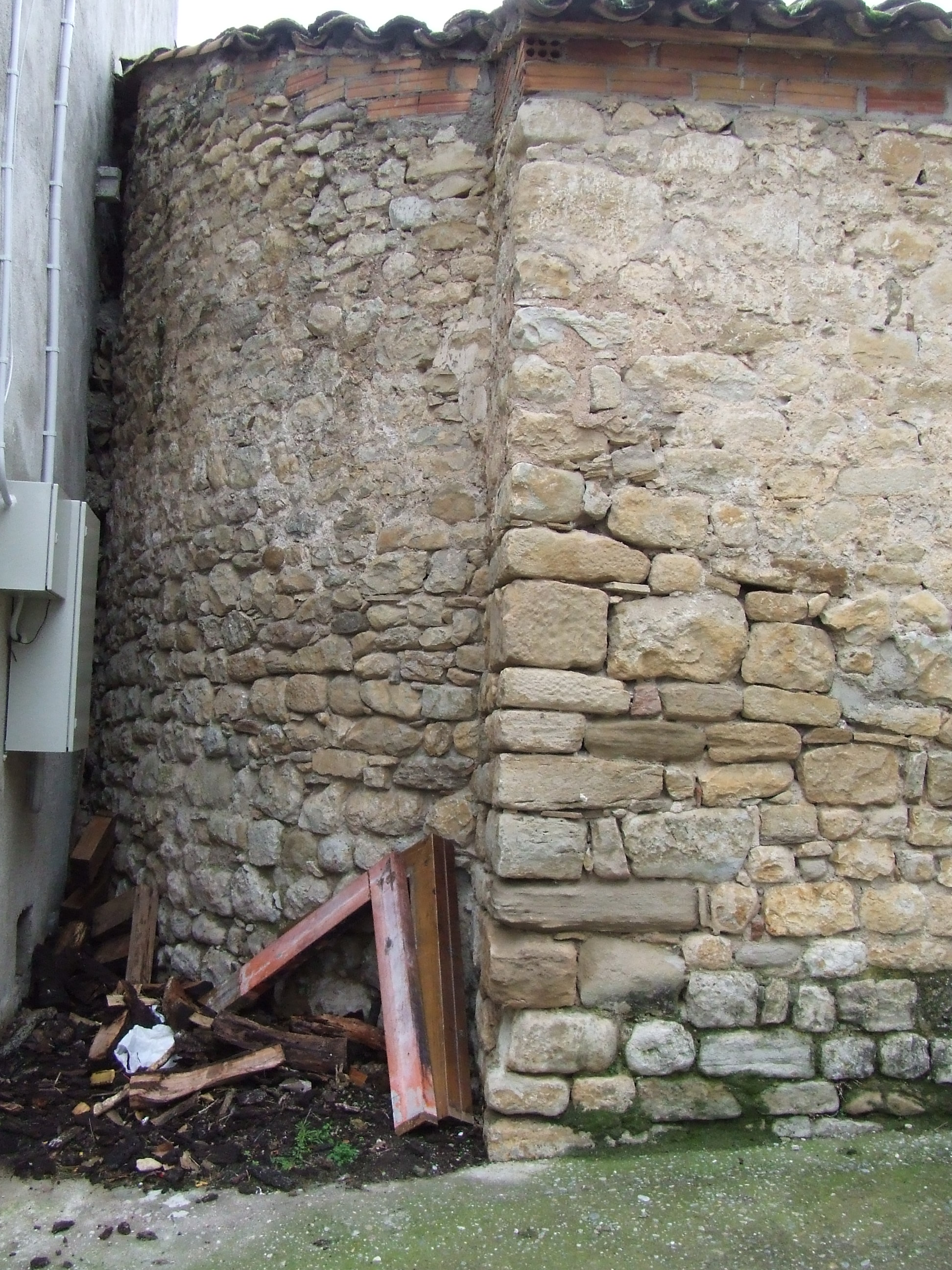
L'absis

L'antiga església de Santa Maria fou remodelada totalment al segle xviii i rebé una nova consagració: actualment està dedicada a sant Joan Baptista.
El seu origen medieval es pot veure a la part baixa de l'absis i de la façana septentrional, que presenten unes filades de carreus sense escairar, però disposades de forma regular. Es tracta d'una obra de caràcter popular, de difícil datació.
El temple devia ser com l'actual: d'una sola nau, amb l'absis a llevant. Les transformacions fetes durant l'edat moderna no permeten saber més detalls de l'obra primigènia.